# Velo Antwerpen
Velo Antwerpen (ou A-Velo) est le système de vélos en libre-service à Anvers en Belgique, mis en service par la ville le 9 juin 2011. Velo Antwerpen est une déclinaison du système SmartBike du groupe Clear Channel, qui en assure la gestion. Le service Velo Antwerpen comprend en 2021 4 200 vélos et 305 stations,.

## Dispositif
1 000 vélos et 83 stations, situées dans le centre de Anvers, entre l'Escaut et le Singel, ont été installés dès la mise en service le 9 juin 2011. En juin 2013, une extension du système sur la rive gauche de l'Escaut (quartier Linkeroever) et une densification dans le périmètre déjà desservi portent le nombre de stations à 150 avec au total environ 1 800 vélos. Le service est disponible tous les jours, 24 heures sur 24.

## Fréquentation
Au 6 juin 2013, le gestionnaire du système recense 22 769 abonnements annuels actifs. Pour l'année 2012, sont comptabilisés 15 898 abonnements journaliers, 3 433 abonnements hebdomadaires, 5 635 trajets par jour en moyenne et 6,23 utilisations par jour en moyenne par vélo actif. La fréquentation augmente en 2021 avec 55 000 abonnements annuels actifs  Par ailleurs, il s'avère que 46 % des utilisateurs ont entre 26 et 40 ans et que 67,1 % entre eux habitent à Anvers. Environ deux-tiers des utilisateurs sont des hommes.La durée moyenne d'un trajet est de 12 minutes et environ 25 % des utilisations se font entre 16 et 19 heures.

## Tarifs
Comme pour des systèmes comparables dans d'autres villes, l'usager doit d'une part souscrire un abonnement et payer l'utilisation effective d'un vélo d'autre part. 

Au 26 août 2021, le tarif de l'abonnement est de :
- 58 € pour un an
- 12 € pour une semaine
- 5 € pour une journée

La location d'un vélo est gratuite pendant la première demi-heure. Ensuite, les usagers doivent payer 0,50 € pour la première demi-heure supplémentaire, 1 € pour la deuxième demi-heure supplémentaire et 5 € par heure au-delà de 1h30. L'utilisation est limitée à 4 heures consécutives. Si l'usager dépasse cette limite trois fois, son compte est bloqué.